# 罗伯特·尼斯比特
罗伯特·尼斯比特（英語：Robert Alexander Nisbet，1913年9月30日—1996年9月9日），美国保守主义学者、社会学家、加州大学伯克利分校教授，加州大学河滨分校副校长，哥伦比亚大学教授。代表作为《保守主义：梦想与现实》（Conservatism: Dream and Reality）。